# Duivelsbergcircuit

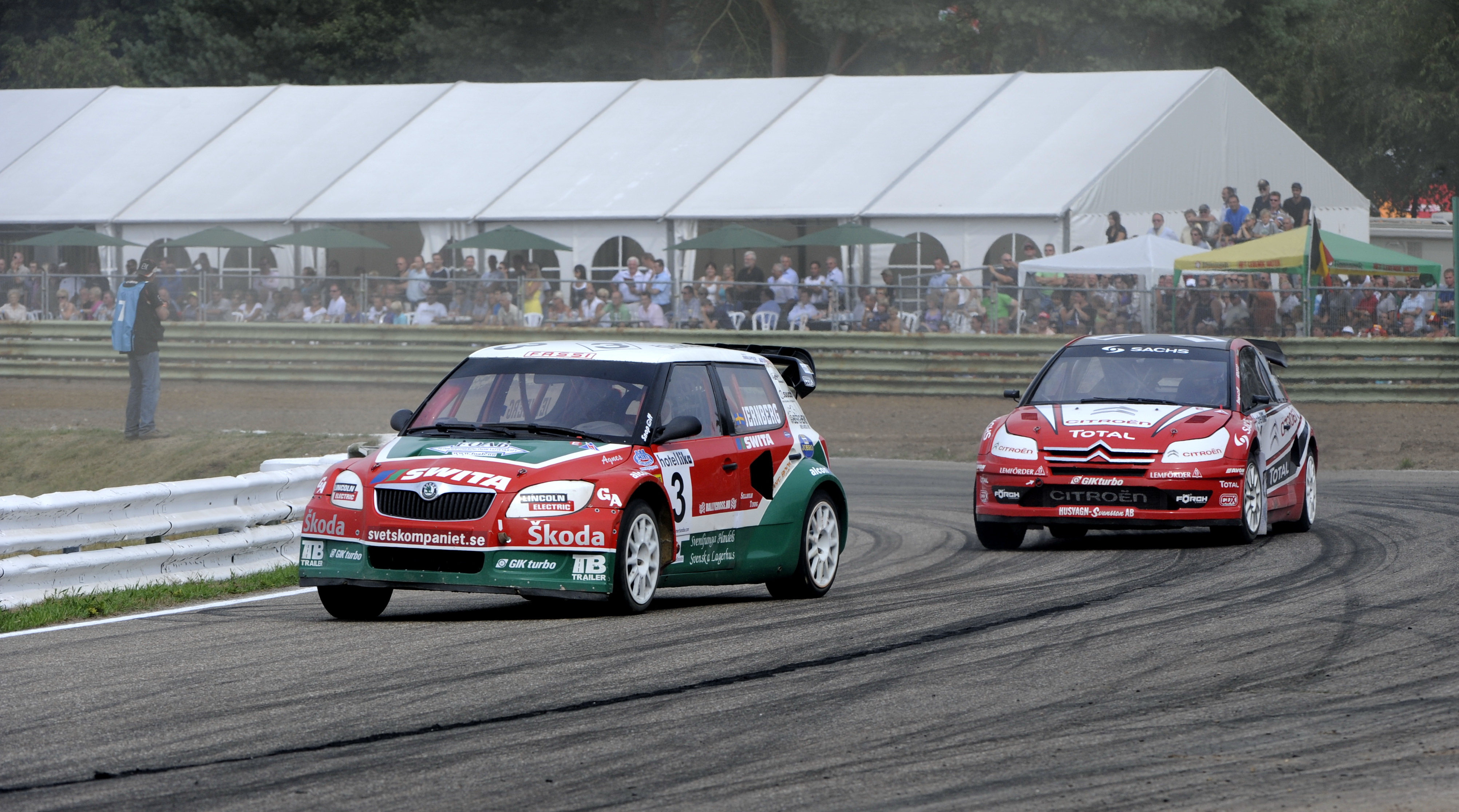
Europees Kampioenschap Rallycross in 2009 op het Duivelsbergcircuit

Het Duivelsbergcircuit (soms ook Circuit Duivelsberg genoemd) is een rallycrosscircuit aan de voet van de Duivelsberg in Maasmechelen-Opgrimbie, België. Het circuit is vermeld voor 60% uit asfalt en 40% uit losse grond te bestaan. Op het circuit worden races gereden voor het Belgisch en Europees kampioenschap rallycross. De vergunning voor het circuit liep eind 2019 af. Volgens de Milieu-inspectie is de hernieuwing van de vergunning te laat aangevraagd en mogen er intussen geen activiteiten plaatsvinden.